# Rumänien beim Eurovision Young Musicians
Übertragende Rundfunkanstalt

Erste Teilnahme
2002
Bisher letzte Teilnahme
2010
Anzahl der Teilnahmen
5
Höchste Platzierung
k. A.
Dieser Artikel befasst sich mit der Geschichte Rumäniens als Teilnehmer des Wettbewerbs Eurovision Young Musicians.

## Regelmäßigkeit der Teilnahme und Erfolg im Wettbewerb
Rumänien nahm erstmals 2002 am Eurovision Young Musicians teil. Der Geiger Cristian Andrei Fatou konnte sich dabei jedoch nicht für das Finale qualifizieren. Die erste und bis heute einzige Finalteilnahme gelang im Jahr 2006 durch die Pianistin Alina Elena Bercu. 2012 zog sich der zuständige Sender Televiziunea Română (TVR) ohne Angabe von Gründen vom Wettbewerb zurück. Seitdem hat sich TVR nicht mehr zu einer Teilnahme geäußert.

## Liste der Beiträge
Farblegende: – 1. Platz. – 2. Platz. – 3. Platz. – ausgeschieden im Halbfinale/in der Qualifikation. – keine Teilnahme/nicht qualifiziert.
| Jahr                               | Interpret                | Instrument               | Stücke | Platz Finale             | Platz Halbfinale         | Nationale Vorentscheidung |
| ---------------------------------- | ------------------------ | ------------------------ | --- | ------------------------ | ------------------------ | ------------------------- |
| 2002                               | Cristian Andrei Fatou    | Violine                  | unbekannt | Ausgeschieden            | k. A. / 20               |                           |
| 2004                               | Diana Elena Jipa         | Violine                  | unbekannt | Ausgeschieden            | k. A. / 17               |                           |
| 2006                               | Alina Elena Bercu        | Klavier                  | Concerto for Piano and Orchestra, KV 503, 1st movement by W.A. Mozart | k. A. / 7                | k. A. / 8                |                           |
| 2008                               | Ștefan Beșan             | Violine                  | The Strolling Fiddler for Violin solo, from the Suite "Eindrücke der Kindheit" in D-Dur Op.28 by George Enescu Introduction et Rondo capriccioso in A-Moll, Op.28 für Violine und Klavier by Camille Saint-Saëns Miniatur für Violine und Klavier by Gheorghe Neaga | Ausgeschieden            | k. A. / 16               |                           |
| 2010                               | Ștefan Cazacu            | Cello                    | unbekannt | Ausgeschieden            | k. A. / 15               |                           |
| 2012 2014 2016 2018 2020 2022 2024 | Auf Teilnahme verzichtet | Auf Teilnahme verzichtet | Auf Teilnahme verzichtet | Auf Teilnahme verzichtet | Auf Teilnahme verzichtet | Auf Teilnahme verzichtet  |